# Calamus thwaitesii
Calamus thwaitesii är en enhjärtbladig växtart som beskrevs av Odoardo Beccari. Calamus thwaitesii ingår i släktet Calamus och familjen Arecaceae. Inga underarter finns listade i Catalogue of Life.